# Clavaire (champignon)
Pour les articles homonymes, voir Clavaire.
Taxons concernés
Dans l'ordre des Agaricales
- famille des Clavariaceae :
  - genre Clavaria ;
  - genre Clavulinopsis ;
  - genre Ramariopsis ;
- famille des Physalacriaceae :
  - genre Physalacria ;
- famille des Tricholomataceae :
  - genre Clavicorona ;
- famille des Typhulaceae :
  - genre Macrotyphula ;

Dans l'ordre des Russulales
- famille des Amylostereaceae :
  - genre Artomyces ;

Dans l'ordre des Polyporales
- famille des Sparassidaceae :
  - genre Sparassis ;

Dans l'ordre des Hymenochaetales
- famille des Repetobasidiaceae :
  - genre Alloclavaria ;

Dans l'ordre des Gomphales
- famille des  Clavariadelphaceae :
  - genre Clavariadelphus ;
- famille des  Gomphaceae :
  - genre Ramaria ;
- famille des  Lentariaceae :
  - genre Lentaria ;

Dans l'ordre des Cantharellales
- famille des Clavulinaceae :
  - genre Clavulina ;
  - genre Multiclavula.modifier

Clavaire (du latin clava, « massue ») est un nom vulgaire, issu du genre latin Clavaria, qui désignait un regroupement taxinomique désormais caduc de champignons. On parle désormais de morphologie clavarioïde pour décrire la forme des sporophores obtenue par plusieurs lignées évolutives distinctes représentées par 170 espèces de champignons dressés à hyménium amphigène, de couleur uniforme (blanc, crème, jaune ou brunâtre) au port très variable (clavaire non ramifiée — filiforme, en massue, en « chou-fleur » ou en éponge — ou ramifiée — 120 espèces — en forme de corail). De très nombreuses espèces conservent néanmoins un nom normalisé formé à partir du terme « clavaire », bien qu'elles ne soient pas apparentées entre elles. 

## Liste alphabétique
- Clavaire à pied fin – Clavaria tenuipes[2]
- Clavaire à pied orné – Clavulina ornatipes[3]
- Clavaire améthyste – Clavulina amethystina[3]
- Clavaire anisée – Ramaria gracilis[2]
- Clavaire argilacée – Clavaria argillacea[2]
- Clavaire aux yeux verts – Ramaria apiculata[2]
- Clavaire bifide – Ramariopsis subtilis[2]
- Clavaire bifurquée – Ramariopsis kunzei[2]
- Clavaire blonde – Clavulinopsis helvola[3]
- Clavaire cendrée – Clavulina cinerea[2]
- Clavaire chou-fleur – Ramaria botrytis[2]
- Clavaire citrine – Clavaria citriceps[3]
- Clavaire corail – Clavulina coralloides[3]
- Clavaire cornue – Clavulinopsis corniculata[2]
- Clavaire couleur de glace – Multiclavula afflata[2]
- Clavaire couronnée – Artomyces pyxidatus[3]
- Clavaire crépue – Sparassis crispa[4]
- Clavaire crêtée – Clavulina coralloides[2]
- Clavaire d'Amérique – Clavariadelphus americanus[3]
- Clavaire de la manche – Clavaria corbieri[2]
- Clavaire de l'if – Clavicorona taxophila[3]
- Clavaire de Sacchaline – Clavariadelphus sachalinensis[3]
- Clavaire de Zollinger – Clavaria zollingeri[3]
- Clavaire déformée – Ramaria rielii[2]
- Clavaire des graviers – Ramaria roellinii[2]
- Clavaire des sapinières – Ramaria largentii[2]
- Clavaire des sphaignes – Clavaria sphagnicola[2]
- Clavaire d'été – Clavaria aestivalis[2]
- Clavaire dorée – Ramaria aurea[2]
- Clavaire dressée – Ramaria stricta[2]
- Clavaire élastique – Ramaria flaccida[2]
- Clavaire en chandelier – Clavicorona pyxidata[2]
- Clavaire en fuseau – Ramariopsis fusiformis[2]
- Clavaire en pilon – Clavariadelphus pistillaris[2]
- Clavaire en serpe – Clavaria subfalcata[3]
- Clavaire enflée – Physalacria inflata[3]
- Clavaire enfumée – Clavaria fumosa[3]
- Clavaire étroite – Ramaria stricta[4]
- Clavaire filiforme – Macrotyphula filiformis[2]
- Clavaire fistuleuse – Macrotyphula fistulosa[2]
- Clavaire flasque – Ramaria flaccida[4]
- Clavaire fragile – Clavaria fragilis[3]
- Clavaire fuligineuse – Clavaria fumosa[2]
- Clavaire fusiforme – Clavulinopsis fusiformis[3]
- Clavaire gracile – Clavulinopsis gracillima[3]
- Clavaire gris-bleu – Clavaria greletii[2]
- Clavaire jaunâtre  – Ramaria flavescens[2] ou Clavulinopsis helvola[5]
- Clavaire jaune – Ramaria flava[2]
- Clavaire jaune paille – Clavaria flavipes[2]
- Clavaire jaune pâle – Ramariopsis luteoalba[2]
- Clavaire jolie  – Ramaria formosa[2] ou Clavulinopsis laeticolor[3]
- Clavaire joyeuse – Clavulinopsis laeticolor[2]
- Clavaire lignicole – Lentaria epichnoa[2]
- Clavaire lilacine – Ramariopsis pulchella[2]
- Clavaire lumineuse – Ramariopsis helvola[2]
- Clavaire mimétique – Ramaria neoformosa[2]
- Clavaire noircissante – Ramaria nigrescens[2]
- Clavaire obscurcie – Clavulinopsis umbrinella[2]
- Clavaire obtuse – Ramaria schildii[2]
- Clavaire ocre jaune – Clavulinopsis luteoochracea[2]
- Clavaire orange cinabre – Clavulinopsis aurantiocinnabarina[3]
- Clavaire pâle – Ramaria pallida[2]
- Clavaire palmée des conifères – Ramaria eumorpha[2]
- Clavaire petite langue – Clavariadelphus ligula[2]
- Clavaire petite massue – Clavicorona taxophila[2]
- Clavaire pourprée – Alloclavaria purpurea[3]
- Clavaire printanière – Multiclavula vernalis[3]
- Clavaire rose – Clavaria rosea[2]
- Clavaire rouge corail – Ramaria subbotrytis[2]
- Clavaire rougeâtre – Ramaria rubella[2]
- Clavaire rougissante – Ramaria bataillei[2]
- Clavaire rugueuse – Clavulina rugosa[2]
- Clavaire safran – Ramariopsis crocea[2]
- Clavaire saumonée – Clavaria incarnata[2]
- Clavaire tendre – Lentaria delicata[2]
- Clavaire tronquée – Clavariadelphus truncatus[2]
- Clavaire variable – Ramaria fennica[2]
- Clavaire vermeille – Clavaria rubicundula[3]
- Clavaire vermicelle – Clavaria fragilis[2]
- Clavaire vermillon – Clavulinopsis sulcata[3]
- Clavaire violette – Clavaria zollingeri[2]
- Clavaire visqueuse – Multiclavula mucida[3]